# رابطه مرگ‌آور
رابطهٔ مرگ‌آور (انگلیسی: The Deadly Affair) فیلمی در ژانر جاسوسی به کارگردانی سیدنی لومت است که در سال ۱۹۶۶ منتشر شد.

## بازیگران
- جیمز میسون
- سیمون سینیوره
- ماکسیمیلیان شل
- هاریت آندرشون
- لین ردگریو
- کورین ردگریو
- کنث هِـی